# Alan Baxter
Pour les articles homonymes, voir Baxter.
Alan Baxter est un acteur américain, né le 19 novembre 1908 à East Cleveland, Ohio (États-Unis) et mort le 8 mai 1976 à Woodland Hills (Los Angeles).

## Filmographie
- 1935 : Mary Burns, Fugitive (en) de William K. Howard : 'Babe' Wilson
- 1936 : La Fille du bois maudit (The Trail of the Lonesome Pine) d'Henry Hathaway : Clay Tolliver
- 1936 : Empreintes digitales (Big Brown Eyes) de Raoul Walsh : Cary Butler
- 1936 : Thirteen Hours by Air de Mitchell Leisen : Curtis Palmer
- 1936 : The Case Against Mrs. Ames (en) de William A. Seiter : Lou
- 1936 : Parole de  Lew Landers : Percy 'Okay' Smith
- 1937 : Breezing Home de Milton Carruth : Joe Montgomery
- 1937 : Men in Exile de John Farrow : Danny Haines
- 1937 : Alerte la nuit (Night Key) de Lloyd Corrigan : le gamin
- 1937 : It Could Happen to You! : Bob Ames
- 1937 : Le Dernier gangster (The Last Gangster) d'Edward Ludwig : Frankie 'Acey' Kile
- 1937 : Big Town Girl d'Alfred L. Werker : James Mead
- 1938 : J'ai retrouvé mes amours (I Met My Love Again) de Joshua Logan, Arthur Ripley et George Cukor : Tony
- 1938 : Wide Open Faces : Tony
- 1938 : La Loi de la pègre (Gangs of New York) de James Cruze : 'Dapper' Mallare
- 1939 : Off the Record : Joe Fallon
- 1939 : Boy Slaves de P. J. Wolfson : Graff
- 1939 : Laissez-nous vivre (Let Us Live) de John Brahm : Joe Lindon
- 1939 : My Son Is a Criminal : Tim Halloran Jr.
- 1939 : À chaque aube je meurs (Each Dawn I Die) de William Keighley : Polecat Carlisle
- 1939 : L'Autre (In Name Only) de  John Cromwell : Charley
- 1940 : The Lone Wolf Strikes de Sidney Salkow : Jim Ryder
- 1940 : Abraham Lincoln (Abe Lincoln in Illinois) de John Cromwell : Billy Herndon
- 1940 : Free, Blonde and 21 de Ricardo Cortez : Mickey Ryan
- 1940 : Escape to Glory de John Brahm : Larry Perrin, alias Larry Ross
- 1940 : The Man Who Talked Too Much de Vincent Sherman : Joe Garland
- 1940 : La Piste de Santa Fé (Santa Fe Trail) de Michael Curtiz : Oliver Brown
- 1941 : Under Age d'Edward Dmytryk : Tap Manson
- 1941 : Bad Men of Missouri (it) de Ray Enright : Jesse James
- 1941 : Rags to Riches : Jimmy Rogers
- 1941 : The Pittsburgh Kid : Joe Barton
- 1941 : L'Ombre de l'Introuvable (Shadow of the Thin Man) de W. S. Van Dyke : 'Whitey' Barrow
- 1941 : Borrowed Hero : Roger Anderson
- 1942 : Cinquième Colonne (Saboteur), d'Alfred Hitchcock  : Mr. Freeman
- 1942 : Prisoner of Japan : David Bowman
- 1942 : Stand by All Networks : Victor
- 1942 : La Pagode en flammes (China Girl) : Chinese Boy
- 1943 : Et la vie continue (The Human Comedy) : Brad Stickman, Sick Man Wiring for Money
- 1943 : Behind Prison Walls : Jonathan MacGlennon
- 1943 : Pilot N° 5 : Winston Davis
- 1943 : Submarine Base : Joe Morgan
- 1943 : Femmes enchaînées (Women in Bondage) : Otto Bracken
- 1944 : La Victoire des ailes (Winged Victory) de George Cukor : Maj. Halper
- 1947 : The Prairie (en) : Paul Hover
- 1948 : Close-Up (en) : Phil Sparr
- 1949 : Plaisirs interdits (She Shoulda Said No) de Sam Newfield : Markey
- 1949 : Nous avons gagné ce soir (The Set-Up) : 'Little Boy' Jo
- 1957 : Le Brigand bien-aimé (The True story of Jesse James) : Remington
- 1958 : Les Années merveilleuses (The Restless Years) : Alex Fisher
- 1959 : The End of the Line (en) : Mike Selby
- 1959 : Le Salaire de la haine (Face of a Fugitive) : Reed Williams
- 1960 : Le Commando de destruction (The Mountain Road) : Gen. Loomis
- 1961 : Jugement à Nuremberg (Judgment at Nuremberg) : Brig. Gen. Matt Merrin
- 1966 : Propriété interdite (This Property Is Condemned), de Sydney Pollack : Knopke
- 1966 : Les Mystères de l'Ouest (The Wild Wild West), (série TV) - Saison 2 épisode 5, La Nuit des Revenants (The Night of the Returning Dead), de Richard Donner : Ned Briggs
- 1967 : Welcome to Hard Times : Jack Millay
- 1968 : Le Virginien (TV) saison 06 épisode 02 : (La liste) : Walt Adams
- 1969 : La Kermesse de l'Ouest (Paint Your Wagon) : Mr. Fenty
- 1970 : Chisum : Gov. Sam Axtell
- 1971 : Willard : Walter T. Spencer